# Unity Village
Unity Village és una població dels Estats Units a l'estat de Missouri. Segons el cens del 2000 tenia 140 habitants.

## Demografia
Segons el cens del 2000, Unity Village tenia 140 habitants, 81 habitatges, i 19 famílies. La densitat de població era de 28,4 habitants per km².
Dels 81 habitatges en un 2,5% hi vivien nens de menys de 18 anys, en un 18,5% hi vivien parelles casades, en un 3,7% dones solteres, i en un 76,5% no eren unitats familiars. En el 71,6% dels habitatges hi vivien persones soles el 21% de les quals corresponia a persones de 65 anys o més que vivien soles. El nombre mitjà de persones vivint en cada habitatge era d'1,35 i el nombre mitjà de persones que vivien en cada família era de 2,21.
Per edats la població es repartia de la següent manera: un 2,1% tenia menys de 18 anys, un 7,9% entre 18 i 24, un 31,4% entre 25 i 44, un 42,9% de 45 a 60 i un 15,7% 65 anys o més.
L'edat mediana era de 50 anys. Per cada 100 dones de 18 o més anys hi havia 63,1 homes.
La renda mediana per habitatge era de 29.583 $ i la renda mediana per família de 87.667 $. Els homes tenien una renda mediana de 41.765 $ mentre que les dones 30.667 $. La renda per capita de la població era de 31.836 $. Cap de les famílies i l'11,9% de la població estaven per davall del llindar de pobresa.

## Poblacions més properes
El següent diagrama mostra les poblacions més properes.